# (239593) Tianwenbang
(239593) Tianwenbang est un astéroïde de la ceinture principale.

## Description
(239593) Tianwenbang est un astéroïde de la ceinture principale. Il fut découvert le 20 octobre 2008 à l'Observatoire de Lulin par Hsiao Xiang-Yao et Ye Quan-Zhi. Il présente une orbite caractérisée par un demi-grand axe de 2,33 UA, une excentricité de 0,06 et une inclinaison de 3,6° par rapport à l'écliptique.

## Compléments